# Stát ve třetím tisíciletí
„Stát ve třetím tisíciletí“ v německém originále Der Staat im dritten Jahrtausend, je kniha, jejímž autorem je panující lichtenštejnský kníže Hans Adam II.

## Kniha a názory

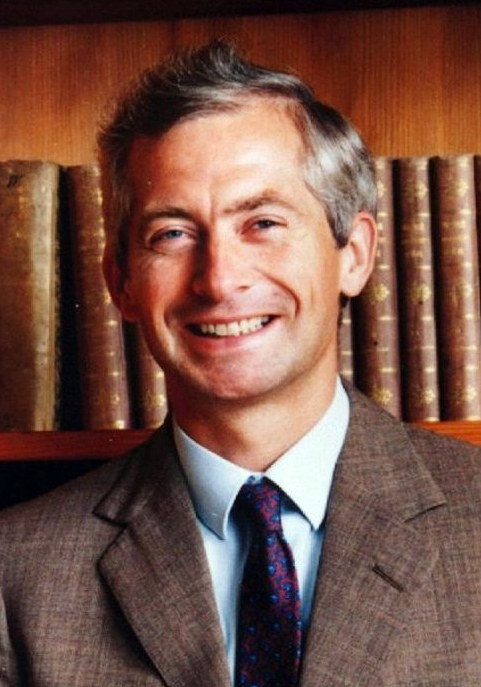
Kníže Hans Adam II.

Kniha knížete Hanse Adama II. vyšla v tisku na konci roku 2009. Jedná se o politické resp. politologické pojednání s přihlednutím k historickým, sociologickým a ekonomickým faktorům. Kníže obhajuje trvající význam národních států coby politických aktérů, hájí demokracii jako nejlepší formu vlády, a předpokládá například, že Čína a Rusko se postupně transformují, což ovšem bude ještě dlouhý a složitý proces. 
Také se vyjadřuje o své roli hlavy státu v knížectví jako něco, co má velký smysl a legitimitu, ovšem jen za předpokladu souhlasu lidu. Tvrdí dále, že vláda státu se má omezit a soustředit pouze na malou část úkolů, a říká, že lid "má osvobodit stát od všech nepodstatných úkolů a zátěží, kterými byl obtěžkán během posledních sta let, a který stát vzdálil od jeho hlavních dvou úkolů: zachovávání vlády práva a zahraniční politiky.”

## Obsah
Kapitoly
- O autorovi
- Úvod (autor)

1. Právo na sebeurčení – osobní přesvědčení
2. Počátky státu
3. Role náboženství při vytváření státu
4. Velikost státu a vliv vojenské technologie
5. Monarchie, oligarchie, demokracie
6. Americká revoluce a nepřímá demokracie
7. Švýcarská ústava z roku 1848 a cesta k přímé demokracii
8. Lichtenštejnská ústavní reforma z roku 2003
9. Slabiny tradiční demokracie
10. Stát budoucnosti
  1. Právní stát
  2. Sociální stát
  3. Vzdělávací systém
  4. Doprava
  5. Státní finance
  6. Národní měna
  7. Další funkce státu
11. Ústava státu budoucnosti
12. Strategie, jejichž pomocí by mohl být realizován stát budoucnosti
13. Výhled do třetího tisíciletí

- Příloha: Návrh ústavy pro stát ve třetím tisíciletí
- Rejstřík